# Lackadaisy (cortometraje)
Lackadaisy, también titulado "Pilot", es un cortometraje animado independiente estadounidense de época sobre crimen y atraco basado en el webcómic Lackadaisy de Tracy Butler. Está dirigida por Fable Siegel, quien también coescribió el guion con Butler, y sigue la rivalidad entre las bandas titulares Lackadaisy y Marigold: dos grupos de contrabandistas que contrabandean alcohol durante la Prohibición. El cortometraje se lanzó en YouTube el 29 de marzo de 2023, y se financió colectivamente a través de una campaña de Kickstarter. Fue recibido con gran éxito por su animación, actuación de voz, música, personajes y precisión histórica.

## Trama
En San Luis, Misuri de 1927 durante la ley seca, los contrabandistas Roark "Rocky" Rickaby, su primo Calvin "Freckle" MacMurray y Ivy Pepper desentierran un ataúd el cual contenía botellas de whisky canadiense de uno de sus proveedores. Cuando suben las botellas al vehículo son interceptados por la pandilla rival de los Marigold, rivales de Lackadaisy. Conformada por Mordecai Heller, exmiembro de Lackadaisy y los hermanos cajún Nicodemè y Serafine Savoy, se inicia una persecución a las orillas del Misisipi y tras una larga y desesperada persecución Freckle daña gravemente el coche de los Marigold con un subfusil Tommy que le dio Rocky y logra sacarlos del camino, pero Mordecai los saca también del camino y los envía a una cantera minera para atraparlos, donde se estrellan contra una bodega.

En la bodega, Ivy empieza a reparar el vehículo mientras Freckle logra tener controlado a Mordecai a la par. Por su parte, Rocky logra hacerse con el control de una pala excavadora desde la cual va lanzando dinamita a lo loco para ahuyentar a los sicarios de Marigold, pero accidentalmente cae de vuelta en la pala y la excavadora se estrella con los pilares de una torre de agua provocando que la pala con carga dinamitada explote la torre y provocando consigo una inundación, finalmente logran 
escapar de la cantera para ir a la ciudad. En ese instante Mordecai les apunta para tratar de detenerlos pero antes de tirar del gatillo decide no hacerlo al ver a Ivy y los deja escapar. 
En San Luis, en el bar clandestino Lackadaisy, la dueña Mitzi May habla desamparada con el retrato de su difunto esposo Atlas y recuerda lo grande que fue Little Daisy Café en su mejor momento. Luego baja de la habitación y se encuentra con sus empleados y su invitado, Sedgewick "Wick" Sable, (dueño de la cantera) a quien le pide ayuda financiera pero este se niega para no arruinar su figura pública. Rocky, Ivy y Freckle regresan con tan solo 3 botellas intactas, lo cual molesta a Mitzi debido a lo poco traído pero al menos está feliz porque regresaron a salvo. Luego Rocky y su compañero Zib se ponen a tocar música en el escenario mientras Freckle y Ivy bailan. Mitzi recuerda lo grande que fue el negocio cuando estaba Atlas.
En la escena poscréditos, Mordecai habla con su superior, Asa Sweet, el cual le informa que el y los Savoy no pudieron recuperar la mercancía, y también que su proveedor en la funeraria ha vendido mercancía a los Lackadaisy. Sweet sugiere lidiar con ellos antes que el gobierno los descubra.

## Producción y lanzamiento
En 2020, el cortometraje se financió colectivamente a través de una campaña de Kickstarter. La campaña originalmente tenía como objetivo recaudar 85.000 dólares para la creación de un corto de diez minutos, pero obtuvo cuatro veces su presupuesto previsto. Según los creadores, más de 160 "artistas talentosos en todo el mundo" participaron en la producción del cortometraje.
El tráiler se lanzó en YouTube el 16 de enero de 2023, seguido del cortometraje propiamente dicho el 29 de marzo. El 11 de julio, se anunció que la película tendría su primera proyección en cines, seguida de una sesión de preguntas y respuestas en vivo con los creadores en el cine Secret Movie Club en Los Ángeles el 2 de agosto.

## Reparto
- Michael Kovach – Rocky Rickaby
- Lisa Reimold – Ivy Pepper
- Belsheber Rusape – Calvin " Freckel" MacMurray
- SungWon Cho – Mordecai Heller
- Malcolm Ray - Nicodeme Savoy
- Benni Latham – Serafine Savoy
- Bradley Gareth – Sedgewick Sable
- Ashe Wagner – Mitzi May
- Jason Marnocha como: 
  - Viktor Vasko
  - Asa Sweet
- Valentine Stokes – Dorian "Zib" Zibowski
- Walter Tomas Vitola – Horatio Bruno

## Recepción
El cortometraje ha recibido elogios generalizados de la crítica. Antes de su estreno, Samantha King de Screen Rant dijo que "capturaría los corazones de los fanáticos de los cómics y la animación" y capturaría el encanto y el estilo del cómic web original. Mercedes Milligan de Animation Magazine lo describió como "muy esperado", Rob Bricken de Gizmodo dijo que parecía "increíble" y Madeline Carpou de The Mary Sue lo describe como "adorable y divertido". Después del estreno del cortometraje, Jamie Lang de Cartoon Brew describió el piloto como "muy llamativo, los efectos en el procesó de animación" y las "diferencias estéticas significativas" entre el webcómic y el corto. BJ Colangelo lo describió como "ridículamente impresionante", elogiando los diseños de los personajes y la animación, llamándolo "la próxima gran novedad en la animación para adultos" y argumentando que los estudios serían "tontos" si dejaran pasar que la película se convirtiera en una serie.

## Legado

### Video musical
El 5 de agosto de 2023, se lanzó un video musical/lírico basado en el cortometraje titulado "Liquid Gold" del artista PARANOiD DJ con sede en Inglaterra, con Michael Kovach, Belsheber Rusape y Lisa Reimold.

### Serie web
Tras el éxito del corto, a finales de julio de 2023 se inició una campaña de financiación colectiva para una serie web animada en la plataforma BackerKit, y se publicó un avance de la primera temporada del programa en YouTube.  La serie alcanzó su objetivo de 1.000.000 de dólares una semana después de la campaña, con dinero suficiente para financiar una primera temporada completa de 5 episodios. Al final de la campaña a finales de agosto de 2023, Iron Circus había recibido 2.008.728 dólares de más de 16.000 patrocinadores, lo que dio como resultado la incorporación de 3 miniepisodios, así como conjuntos de Blu-ray que contienen la primera temporada, así como el piloto/cortometraje. La serie se encuentra actualmente en producción y su debut está previsto para 2025.